# Melleroy
Melleroy är en kommun i departementet Loiret i regionen Centre-Val de Loire strax norr Frankrikes mitt. Kommunen ligger i kantonen Château-Renard som tillhör arrondissementet Montargis. År 2022 hade Melleroy 507 invånare.

## Befolkningsutveckling
Antalet invånare i kommunen Melleroy
| Referens: INSEE |